# Donald Hamilton
Donald Bengtsson Hamilton (* 24. März 1916 in Uppsala, Schweden; † 20. November 2006 in Visby auf Gotland) war ein US-amerikanischer Schriftsteller. Zu seinen Arbeiten – die fast ausschließlich in Taschenbuchform erschienen – zählten Romane, Kurzgeschichten und Sachliteratur über Jagd und das Leben in der freien Natur. Er war spezialisiert auf Spionage- und Kriminalroman, veröffentlichte aber auch Western. Am bekanntesten ist seine langlebige Matt-Helm-Serie, die die Abenteuer eines Undercoveragenten und Attentäters im Auftrag eines amerikanischen Geheimdienstes erzählt.
Der Kritiker Anthony Boucher schrieb: „Donald Hamilton brachte den harten, authentischen Realismus eines Dashiell Hammett in den Spionageroman; seine Geschichten sind fesselnd und wohl so nah an der schmutzigen Wahrheit des Spionagegeschäfts, wie es je erzählt wurde.“ Sein bekanntester Roman "Big Country" wurde als Weites Land verfilmt.

## Leben
Hamilton wurde am 24. März 1916 in Uppsala, Schweden, geboren. Mit acht Jahren emigrierte er mit seinen Eltern in die Vereinigten Staaten, sein Vater war ein bekannter Arzt und Dozent an einigen der renommiertesten Universitäten der USA. Obwohl der junge Hamilton bereits wusste, dass er Schriftsteller werden möchte, besuchte er die Universität von Chicago und erhielt seinen Bachelor of Science 1938. Er diente während des Zweiten Weltkriegs in der Marine, kam aber nicht in den Kriegseinsatz, er blieb in der Marineakademie in Annapolis stationiert. Diese Zeit prägte seine spätere, schriftstellerische Arbeit sehr stark. 1941 heiratete er Kathleen Hamilton (geborene Stick), sie verstarb 1989. Das Paar hatte vier Kinder: Hugo, Elise, Gordon, und Victoria Hamilton.
Als erfahrener Jäger und Naturbursche schrieb er Artikel für Outdoormagazine, die er als Sammlung in Buchform veröffentlichte. Nach dem Tod seiner Frau verließ er Santa Fe, wo er die meiste Zeit seines Lebens verbracht hatte. Eine Reihe von Matt-Helm-Romanen spielen in der Santa-Fe-Umgebung und dem amerikanischen Südwesten im Allgemeinen. Als Hamilton sich für die Schifffahrt zu interessieren begann, begannen die Bücher einen nautischen Hintergrund zu entwickeln. Er lebte einige Zeit auf seiner Jacht, ehe er in seine schwedische Heimat zurückzog, wo er sich in Visby auf der Ostseeinsel Gotland niederließ. Dort verstarb er im Alter von 90 Jahren am 20. November 2006.
Hamiltons Schriftstellerkarriere begann 1946, seine frühesten Arbeiten erschienen in Magazinen wie Collier’s Weekly und The Saturday Evening Post. Die meisten seiner frühen Romane, veröffentlicht zwischen 1954 und 1960, waren typische Pulpromane: gängige, formelhafte Handlungen mit reißerischen Einbandaufmachungen und eingeschränkter Charaktergestaltung. Der interessanteste Roman dieser Zeit ist womöglich Die letzte Wohnung ist ein Sarg, auch veröffentlicht unter dem Titel Verrat in den Augen (im Original: Assignment: Murder oder Assassins Have Starry Eyes), in der ein Mathematiker, der am Bau einer Atombombe beteiligt ist, seine entführte Frau aus den Händen einer Gruppe schattenhafter Bösewichter befreien muss.
Ab 1953 machte sich Hamilton auch als Verfasser von Western-Romanen einen Namen. Sein größter Erfolg wurde der Roman The Big Country, nach dem 1958 unter der Regie von William Wyler das Filmepos Weites Land mit Gregory Peck, Charlton Heston und Jean Simmons entstand, das mit einem Oscar ausgezeichnet wurde und zu den großen Hollywood-Klassikern gehört.
Die Matt-Helm-Serie, die 1960 mit Lockvogel begann und 27 Bücher umfasst, 1993 endend mit dem nicht mehr auf Deutsch erschienenen The Damagers, war substanzieller. Der Verlag Fawcett suchte für seine Gold Medal-Reihe einen neuen Serienhelden im Stil des zu diesem Zeitpunkt in den USA allerdings noch fast unbekannten James Bond.
Matt Helm, ein Geheimagent spezialisiert in der Ermordung von Nazis, wird nach 15 Jahren als Zivilist zurück in den Dienst berufen. Er schildert seine Abenteuer in einem nüchternen und flinken Tonfall mit gelegentlichem trockenen Humor. Er beschreibt Schießereien, Messerkämpfe, Tortur und sexuelle Eroberungen (die nur hinter den Kulissen stattfinden) mit einer sorgfältig gehegten, professionellen Distanziertheit, ähnlich dem Diktat eines Autopsiereports durch einen Pathologen. Diese Distanziertheit definiert Helms Charakter. Er ist ein Profi, der seinen Job erledigt: Sein Job ist das Töten von Menschen.
Hamilton beendete 2002 einen weiteren Matt-Helm-Roman The Dominators, er wurde bisher noch nicht veröffentlicht.
Ende der 1960er-Jahre erschien eine sehr lose, auf den Matt-Helm-Romanen basierende vierteilige Filmreihe von Actionkomödien mit Dean Martin in der Titelrolle, die wiederum die Parodien um Austin Powers von Mike Myers inspirierte. 1975 entstand eine kurzlebige Fernsehserie, hier wurde aus Matt Helm ein Agent im Ruhestand, der eine Privatdetektei eröffnet. Steven Spielberg kündigte Mitte 2009 eine neue, werkgetreuere Verfilmung durch DreamWorks an.

## Werke
Die Matt-Helm-Serie
- 1960 Death of a Citizen, dt. Lockvogel, 1967, Scherz Verlag, Bern und München, zuletzt als Der Lockvogel, 1987, Scherz Verlag, Bern und München  ISBN 978-3-502-51105-2
- 1960 The Wrecking Crew, dt. Die Zerstörer, 1966, Scherz Verlag, Bern und München, zuletzt 2016, Fischer, Frankfurt ISBN 978-3-596-31517-8
- 1961 The Removers, dt. Koks und Knallbonbons, 1967, Scherz Verlag, Bern und München, zuletzt 2016, Fischer, Frankfurt ISBN 978-3-596-31519-2
- 1962 The Silencers, Roman, dt. Die Vollstrecker, 1966, Scherz Verlag, Bern und München, zuletzt 2016, Fischer, Frankfurt ISBN 978-3-596-31524-6
- 1962 Murderer’s Row, dt. Der Verfolger, 1967, Scherz Verlag, Bern und München, zuletzt als Nachts sind alle Killer grau 2016, Fischer, Frankfurt ISBN 978-3-596-31518-5
- 1963 The Ambushers
- 1964 The Shadowers
- 1964 The Ravagers, dt. Die Unerbittliche, 1967, Scherz Verlag, Bern und München, zuletzt als Manche lieben’s eiskalt 1983, Scherz Verlag, Bern und München ISBN 978-3-502-55911-5
- 1965 The Devastators, dt. Die Gefährlichen, 1971, Scherz Verlag, Bern und München, zuletzt als Eine Braut für alle Fälle, 2016, Fischer, Frankfurt ISBN 978-3-596-31526-0
- 1966 The Betrayers, dt. Die Verräter, 1969, Scherz Verlag, Bern und München, zuletzt 2016, Fischer, Frankfurt ISBN 978-3-596-31516-1
- 1968 The Menacers, dt. Die Scharfmacher, 1970, Scherz Verlag, Bern und München, zuletzt 2016, Fischer, Frankfurt ISBN 978-3-596-31525-3
- 1969 The Interlopers, dt. Der Todeskurier, 1970, Scherz Verlag, Bern und München, zuletzt als Der Mann am Drücker, 2016, Fischer, Frankfurt ISBN 978-3-502-51079-6
- 1971 The Poisoners, dt. Die Totmacher, 1972, Scherz Verlag, Bern und München, zuletzt als Der zweite Mann ist eine Lady, 2016, Fischer, Frankfurt ISBN 978-3-596-31520-8
- 1973 The Intriguers, dt. Matt Helm im Netz, 1988, Scherz Verlag, Bern und München, zuletzt als Fuchs im fremden Bau, 2016, Fischer, Frankfurt ISBN 978-3-596-31521-5
- 1974 The Intimidators, dt. Eiskalt serviert 1977, Scherz Verlag, Bern und München, zuletzt 2016, Fischer, Frankfurt ISBN 978-3-596-31527-7
- 1975 The Terminators, dt. Der Ausputzer, 1979 Bastei Lübbe, Bergisch Gladbach
- 1976 The Retaliators
- 1977 The Terrorizers, dt. Mafia-Blut, 1977 Scherz Verlag, Bern und München ISBN 978-3-502-55716-6
- 1982 The Revengers
- 1983 The Annihilators
- 1984 The Infiltrators
- 1985 The Detonators
- 1986 The Vanishers
- 1987 The Demolishers, dt. Karibisches Inferno, 1990, Bastei Lübbe, Bergisch Gladbach ISBN 978-3-404-13260-7
- 1989 The Frighteners
- 1992 The Threateners
- 1993 The Damagers

Andere Thriller
- 1947 Murder Twice Told, dt. Duell der Doppelmörder, 1970, Scherz Verlag, Bern und München, zuletzt als Viele Katzen sind des Agenten Tod, 2016, Fischer, Frankfurt ISBN 978-3-596-31523-9
- 1947 Date With Darkness
- 1948 The Steel Mirror, dt. Träume von einem Toten, 1969 Heyne, München
- 1954 Night Walker, dt. Wenn alle Stricke reißen, 1972, Goldmann, München ISBN 978-3-442-04145-9
- 1955 Line of Fire, dt. Ein Mann über Kimme und Korn, 1969 Heyne, München
- 1956 Assignment: Murder / Assassins Have Starry Eyes, dt. Die letzte Wohnung ist ein Sarg, 1969 Heyne München
- 1980 The Mona Intercept

Western
- 1954 Smoky Valley
- 1956 Mad River, dt. Verrat in den Augen, 1969, Goldmann, München
- 1958 The Big Country
- 1959 The Last Gunman, Kurzgeschichte aus The Saturday Evening Post, dt. Das letzte Rauhbein in 21 Western Stories, 1965, Heyne, München
- 1960 The Man From Santa Clara / The Two-Shoot Gun
- 1960 Texas Fever
- 1967 The Guns of William Longley, Kurzgeschichte aus Iron Men and Silver Stars, dt. Die Revolver von William Longley in "Western Stories 1", 1970, Ullstein, Berlin